# Noosa Shire
Koordinaten: 26° 23′ S, 153° 2′ O

Das Noosa Shire ist ein lokales Verwaltungsgebiet (LGA) im australischen Bundesstaat Queensland. Das Gebiet ist 870 km² groß und hat etwa 56.200 Einwohner.

## Geografie
Das Shire liegt ungefähr 130 km nördlich von Brisbane an der Sunshine Coast und erstreckt sich vom Lake Weyba im Süden bis zum Great-Sandy-Nationalpark im Norden. Das Gebiet umfasst 26 Ortsteile und Ortschaften: Black Mountain, Boreen Point, Castaways Beach, Como, Cooran, Cooroibah, Cooroy Mountain, Cootharaba, Eerwah Vale, Federal, Kin Kin, Lake MacDonald, Marcus Beach, Noosa Heads, Noosa North Shore, Noosaville, Pinbarren, Pomona, Ridgewood, Ringtail Creek, Sunrise Beach, Sunshine Beach, Tewantin und Tinbeerwah sowie Teile von Doonan und Peregian Beach. Der Sitz des City Councils befindet sich in Tewantin im Südosten, wo etwa 11.000 Einwohnern leben.

## Bevölkerung
| Jahr | Bevölkerung |
| ---- | ----------- |
| 1933 | 5.768       |
| 1947 | 5.925       |
| 1954 | 6.296       |
| 1961 | 6.117       |
| 1966 | 6.673       |
| 1971 | 7.746       |
| 1976 | 10.825      |
| 1981 | 17.071      |
| 1986 | 20.328      |
| 1991 | 29.378      |
| 1996 | 41.171      |
| 2001 | 47.321      |
| 2006 | 51.962      |

## Geschichte
Die Region war ursprünglich die Heimat verschiedener Aborigine-Stämme. Dies waren vor allem der Undumbi-Stamm im Süden, der Dulingbara-Stamm im Norden und die Gabbi Gabbi im Westen.
Obwohl erste Berichte über die Region bereits in den Unterlagen zu Captain Cooks Entdeckungsreisen in 1770 zu finden sind, begann die Besiedlung erst knapp 100 Jahre später. Die erste Besiedlung wurde dabei durch die Holzindustrie vorangetrieben, gefolgt von Goldfunden und einem Goldrausch in der Gympie-Region, nördlich von Noosa. Dabei war besonders der komplizierte Transport von Waren nach und aus der Region ein Problem, das die Entwicklung lange gebremst hat.
1871 wurde in Tewantin ein Hafen gebaut. Bis 1877 entstanden zwei Hotels, eine Schule, eine Polizeistation sowie eine Telegrafenstation. 
In den letzten 50 Jahren hat Noosa sich von einem isolierten Dorf, das von der Fischerei lebt, zu einem beliebten Touristenziel entwickelt. Dennoch ist die Region auch heute noch für ihren vorsichtigen Umgang mit der Natur bekannt. So gibt es keine hohen Gebäude und viel Urwald. 34,8 % der Region sind als National Parks, Conservation Parks, State Forests oder in anderer Form geschützt.
Das Shire existierte als lokale Verwaltungszone von 1910 bis 2008, als es von der Staatsregierung mit dem Maroochy Shire und der Stadt Caloundra zur neuen Sunshine Coast Region zusammengelegt wurde. Fünf Jahre später stimmten die Bewohner in einer Volksabstimmung unter einer neuen Staatsregierung gegen den Zusammenschluss und mit Wirkung vom 1. Januar 2014 wurde Noosa als eigenständige LGA wiederhergestellt.

## Verwaltung
Der Nossa Shire Council hat sieben Mitglieder, sechs Councillor und der Vorsitzende und Mayor (Bürgermeister) werden von allen Bewohnern des Shires gewählt.